# Джон Вір Бертон
Джон Вір Бертон (2 березня 1915 — 23 червня 2010) був австралійським державним службовцем, Верховним комісаром і науковцем.

## Раннє життя
Бертон народився в Мельбурні в родині преподобного Джона Віра Бертона, священика-методиста. Він здобув освіту в Ньюінгтонському коледжі (1924—1932) і продовжив навчання в Сіднейському університеті в 1937 році .

## Державна служба
У 1937 році Бертон став членом Державної служби Співдружності, звідки йому було надано стипендію Співдружності для отримання докторського ступеня в Лондонській школі економіки. Він приєднався до Міністерства закордонних справ у 1941 році та працював особистим секретарем Герберта Вере Еватта. У 1947 році у віці 32 років він став секретарем Департаменту закордонних справ і обіймав цю посаду до червня 1950 року. На початку 1951 року він обійняв посаду верховного комісара Австралії на Цейлоні, але подав у відставку, щоб повернутися додому та брати участь у федеральних виборах того року в електораті Лоу. Як кандидат від Австралійської лейбористської партії (ALP) він був побитий Вільямом Магоном, майбутнім прем'єр-міністром Австралії.

## Академічна кар'єра
Під час написання своєї першої книги «Альтернатива» Бертон займався фермою за межами Канберри і в 1960 році отримав стипендію в Австралійському національному університеті. Через два роки Фонд Рокфеллера надав йому грант на вивчення нейтралізму в Африці та Азії. У 1963 році, будучи читачем міжнародних відносин в Університетському коледжі Лондонського університету, він створив Центр аналізу конфліктів. Потім він продовжував проводити стипендії в численних університетах, живучи в Канберрі.

## Шпигунство
Тодішній глава Міністерства закордонних справ Ієн Мілнер нібито передавав СРСР секретні документи. Бертона підозрюють у забезпеченні «прикриття» шпигунської діяльності Мілнера. [Чеппл]

## Смерть
Бертон помер у лікарні Канберри 23 червня 2010 року після перенесеного інсульту. У нього залишилася третя дружина Бетті та троє дітей від попередніх шлюбів. Ще одна дочка померла перед ним.

## Спадщина
Представляючи Бертона як гостя на Radio National, Філліп Адамс сказав; «Джон Бертон був, мабуть, найбільш суперечливим і далекоглядним державним службовцем 20-го століття. Консервативні критики називали його висотою Лейбористської партії, він явно був одним із найважливіших інтелектуалів і політиків, пов'язаних з лейбористським урядом Кертіна. 1940-ті рр. Як близький соратник „дока“ Еватта та голова відділу зовнішніх справ (нині МЗС), він зробив більше для формування зовнішньої політики Австралії щодо Азії та Тихого океану, ніж будь-хто інший до чи після нього».
Теоретична робота Бертона щодо розв'язання конфліктів мала значний вплив на створення розв'язання конфліктів як самостійної академічної дисципліни, яка є дуже необхідною в сучасному глобалізованому світі через більший потенціал суперечок між різними етнічними та релігійними спільнотами. В Австралії робота Бертона значно вплинула на піонерський курс вирішення конфліктів в Університеті Маккуорі, Сідней.

## Публікації
- «The Alternative» (1954)
- «Labour in transition» (1957)
- «International relations: a general theory» (1965)
- «Controlled communication» (1969)
- «World society» (1972)
- «Internationale politiek» (1974)
- «Deviance, terrorism & war: the process of solving unsolved social and political problems» (1979)
- «Resolving deep-rooted conflict: a handbook» (1987)
- «Conflict resolution as a political system» (1988)
- «On the need for conflict prevention» (1989)
- «Conflict: resolution & provention [The Conflict Series vol 1]» (1990)
- «Conflict: human needs theory [The Conflict Series vol 2]» (1993)
- «Conflict: readings in management and resolution [The Conflict Series vol 3]» (1990)
- «Conflict: practices in management, settlement and resolution [The Conflict Series vol 4]» (1990)
- «Conflict resolution: its language and processes» (1996)